# Alexandre Bolduc
Alexandre Bolduc (* 26. Juni 1985 in Montréal, Québec) ist ein ehemaliger kanadischer Eishockeyspieler, der im Verlauf seiner aktiven Karriere zwischen 2001 und 2020 unter anderem 474 Spiele in der American Hockey League (AHL) auf der Position des Centers bestritten hat. Darüber hinaus absolvierte Bolduc weitere 68 Partien für die Vancouver Canucks sowie Phoenix bzw. Arizona Coyotes in der National Hockey League (NHL) und stand kurzzeitig bei den Kölner Haien in der Deutschen Eishockey Liga (DEL) unter Vertrag.

## Karriere

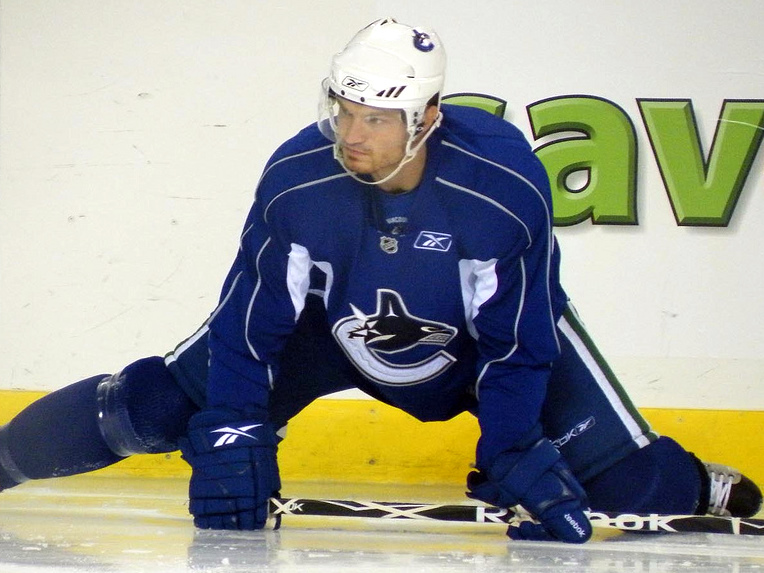
Bolduc im Training bei den Vancouver Canucks (2009)

Alexandre Bolduc begann seine Karriere als Eishockeyspieler in der kanadischen Juniorenliga Ligue de hockey junior majeur du Québec (LHJMQ), in der er von 2001 bis 2005 für die Huskies de Rouyn-Noranda und Cataractes de Shawinigan aktiv war. In diesem Zeitraum wurde er im NHL Entry Draft 2003 in der vierten Runde als insgesamt 127. Spieler von den St. Louis Blues aus der National Hockey League (NHL) ausgewählt. Nachdem diese ihn in der Folgezeit nicht verpflichteten, unterschrieb der Center im Sommer 2005 bei den Manitoba Moose, für die er in der American Hockey League (AHL) spielte. In seinen ersten beiden Spielzeiten in Manitoba lief er parallel für das Farmteam der Moose, die Bakersfield Condors, in der ECHL auf.
Im Juli 2008 unterschrieb Bolduc als Free Agent einen Vertrag bei Manitobas NHL-Kooperationspartner Vancouver Canucks, für die er im Laufe der Saison 2008/09 sein Debüt gab. Bis zum Saisonende 2010/11 spielte der Kanadier abwechselnd für die Canucks in der NHL und die Moose in der AHL. Im Juli drei Jahre später einigte sich Bolduc auf einen Kontrakt für ein Jahr mit dem Ligakonkurrenten Phoenix Coyotes, bevor der Stürmer im Juli 2013 einen Einjahresvertrag bei den St. Louis Blues unterzeichnete. Dort kam er ausschließlich bei deren AHL-Farmteam, den Chicago Wolves, zum Einsatz. Nach einer Saison kehrte er zu den Coyotes, die nun als Arizona Coyotes firmierten, zurück und spielte weiterhin hauptsächlich bei den Portland Pirates in der AHL.
Zur Saison 2015/16 verließ Bolduc erstmals Nordamerika und schloss sich dem HK Traktor Tscheljabinsk aus der Kontinentalen Hockey-Liga (KHL) an, ehe er zum kroatischen KHL-Vertreter KHL Medveščak Zagreb wechselte. Am 1. Februar 2017 schloss er sich den Kölner Haien aus der Deutschen Eishockey Liga (DEL) an. Dort absolvierte der Angreifer bis zum Frühjahr 2018 insgesamt 35 Partien. Anschließend wechselte er für eine Spielzeit zu den Nottingham Panthers in die britische Elite Ice Hockey League (EIHL), um seine Karriere, die er im Alter von 35 Jahren beendete, in der Saison 2019/20 bei den 3L de Rivière-du-Loup in der semiprofessionellen Ligue Nord-Américaine de Hockey (LNAH) ausklingen zu lassen.

### International
Für Kanada nahm Bolduc an der U18-Junioren-Weltmeisterschaft 2003 teil, bei der er mit seinem Land Weltmeister wurde.

## Erfolge und Auszeichnungen
- 2003 Teilnahme am CHL Top Prospects Game
- 2013 Teilnahme am AHL All-Star Classic
- 2015 Teilnahme am AHL All-Star Classic

### International
- 2003 Goldmedaille bei der U18-Junioren-Weltmeisterschaft

## Karrierestatistik

### International
Vertrat Kanada bei:
- World U-17 Hockey Challenge 2002
- U18-Junioren-Weltmeisterschaft 2003

(Legende zur Spielerstatistik: Sp oder GP = absolvierte Spiele; T oder G = erzielte Tore; V oder A = erzielte Assists; Pkt oder Pts = erzielte Scorerpunkte; SM oder PIM = erhaltene Strafminuten; +/− = Plus/Minus-Bilanz; PP = erzielte Überzahltore; SH = erzielte Unterzahltore; GW = erzielte Siegtore; 1 Play-downs/Relegation; Kursiv: Statistik nicht vollständig)